# Anomala hispidipennis
Anomala hispidipennis är en skalbaggsart som beskrevs av Ohaus 1897. Anomala hispidipennis ingår i släktet Anomala och familjen Rutelidae. Inga underarter finns listade i Catalogue of Life.